# غيرهارد شرودر (وزير)
غيرهارد شرودر (بالألمانية: Gerhard Schröder) 11 أيلول 1910 – 31 كانون الأول 1989) كان سياسي في ألمانيا الغربية وعضو حزب الاتحاد الديمقراطي المسيحي (CDU). شغل منصب وزير الداخلية الاتحادي من 1953 إلى 1961، وزير الخارجية من 1961 إلى 1966، ومنصب وزير الدفاع من عام 1966 حتى عام 1969. في انتخابات 1969 رشح نفسه لمنصب رئيس ألمانيا ولكن هزم أمام غوستاف هاينيمان.

## مسيرة حياته
ولد شرودر لأبيه الذي كان مسؤول في السكك الحديدية في مدينة ساربروكن، التي كانت جزءا من مقاطعة الراين البروسية. بعد أن أنهى الثانوية العامة ذهب لدراسة القانون في جامعة كونيغسبيرغ ودرس فصلين دراسيين في الخارج في جامعة إدنبرة، حيث ووفقا لحساباته الخاصة، أن ذلك أفضل للاعتياد على طريقة الحياة البريطانية. في عام 1932 أنهى دراسته في جامعة بون في عام 1932 كان قد إلتزم بمجموعة الجامعة التابعة لحزب الشعب الليبرالي الوطني الألماني.
اجتاز شرودر اختباري Staatsexamen الأول والثاني في عام 1932 وعام 1936. وبعد أن حصل على شهادة الدكتوراه في عام 1934 عمل مستشارا في جمعية القيصر فيلهلم في برلين. كان قد انضم إلى الحزب النازي في 1 نيسان 1933، وكذلك كتيبة العاصفة. وتابع مسيرته كموظف محاماة وفي عام 1939 حصل على شهادة في المحاماة وعمل محاميا في مجال الضرائب. غادر الحزب النازي في أيار 1941 (وهو أمر نادر الحدوث إلى حد ما). في الشهر نفسه تزوج من زوجته «بريغيته شرودر» المولودة باسم لانديسبيرغ - كانت نصف يهودية - مع إذن استثنائي من قبل رؤسائه في القوات المسلحة.
شغل مناصب اتحادية مثل منصب وزير الداخلية الاتحادي (1953-1961) ومنصب وزير الشؤون الخارجية (1961-1966) في حكومات المستشارين كونراد أديناور ولودفيغ إيرهارد. من 1966 إلى 1969 شغل منصب وزير الدفاع في عهد المستشار كورت غيورغ كيزينغر.
في عام 1969 ترشح غيرهارد شرودر لمنصب الرئيس الاتحادي (بدعم من حزب الاتحاد الديمقراطي المسيحي والحزب الوطني الديمقراطي)، لكنه خسر الانتخابات أمام غوستاف هاينيمان، مرشح الحزب الديمقراطي الاجتماعي (بدعم من الحزب الديمقراطي الحر)، في الاقتراع الثالث ب 49.4٪ إلى 48.8٪ من أصوات الجمعية الاتحادية.

## روابط خارجية
- غيرهارد شرودر على موقع مونزينجر (الألمانية)
- غيرهارد شرودر على موقع إن إن دي بي (الإنجليزية)
- غيرهارد شرودر على موقع ديسكوغز (الإنجليزية)

| المناصب السياسية                     | المناصب السياسية                          | المناصب السياسية   |
| ------------------------------------ | ----------------------------------------- | ------------------ |
| سبقه روبرت لير                       | وزير الداخلية الاتحادي 1953–1961          | تبعه هيرمان هوشيرل |
| سبقه هاينريش فون برنتانو دي تريميتسو | الوزير الاتحادي للشؤون الخارجية 1961–1966 | تبعه فيلي براندت   |
| سبقه كاي أوفه فون هاسل               | وزير الدفاع الاتحادي 1966–1969            | تبعه هيلموت شميدت  |